# Chiesa dei Santi Cosma e Damiano (Brescia)
La chiesa dei Santi Cosma e Damiano è una chiesa di Brescia, situata all'incrocio tra contrada delle Bassiche e via Cairoli. Edificata all'inizio del Trecento e in seguito ricostruita nel Quattrocento, fino a un ultimo rifacimento nel Seicento, la chiesa ospita importanti opere d'arte, fra le quali due tele di Luca Mombello, una di Giambettino Cignaroli e la preziosa arca di San Tiziano, scolpita nel 1506 e capolavoro della scultura bresciana del periodo.
Il chiostro quattrocentesco del monastero annesso, soppresso nel 1797, è noto come "chiostro della Memoria", nome conferito dal poeta Angelo Canossi che qui fondò nel 1916 l'Istituzione della Memoria, scolpendo sulle colonne i nomi dei caduti bresciani della prima guerra mondiale. La chiesa è ancora oggi officiata ed è stata affidata alla cura del Sovrano Militare Ordine di Malta è retta ed animata da un Cappellano dell'Ordine  che coordina tutte le attività religiose ,  secondo le direttive del Capo Sezione di Brescia. Ogni anno viene celebrata in forma solenne la ricorrenza liturgica dei Santi Cosma e Damiano il 26 settembre e di San Giovanni Battista il 24 giugno.

## Storia
La fondazione di una comunità di monache benedettine dedicata ai Santi Cosma e Damiano all'interno del territorio cittadino si deve probabilmente alla presenza longobarda, che alla fine dell'VIII secolo risulta particolarmente impegnata nella creazione di cenobi in città, con il monastero di Santa Giulia, e in provincia con la badia leonense a Leno e il monastero di San Salvatore a Sirmione. Il monastero dedicato ai due martiri siriani viene costruito, come ricordano alcuni documenti del IX secolo, a nord dell'attuale Broletto. Gli stessi documenti forniscono l'immagine di un ente ecclesiastico ben inserito nella vita religiosa cittadina e saldamente ancorato a proprietà fondiarie nella zona ovest del centro urbano e nei territori circostanti. La gerarchia interna alla comunità, funzionale alla gestione economico-amministrativa e alla cura degli uffici liturgici, si apriva alla collaborazione del mondo laicale attraverso la presenza di conversi, che gravitavano attorno al monastero.
Nel 1298, ottenuta l'autorizzazione da Papa Bonifacio VIII, il vescovo Berardo Maggi ordina il trasferimento del monastero nella zona occidentale dei Campi Bassi, che nell'espansione della cerchia muraria pianificata pochi anni prima da Alberico da Gambara era stata assorbita nel centro urbano. Le religiose trasferiscono quindi il proprio cenobio lungo l'attuale contrada delle Bassiche, insediandosi nella chiesa di Sant'Agostino ai Campi Bassi e nelle attigue strutture religiose già appartenute agli Eremitani. Le strutture del centro della città, invece, vengono demolite creando la zona nord dell'attuale Piazza del Duomo. Con il passare del tempo, la chiesa si arricchisce di importanti opere d'arte, fra le quali il polittico dei santi Cosma e Damiano di Paolo Veneziano, i cui pannelli superstiti sono oggi alla Pinacoteca Tosio Martinengo, realizzato fra il 1350 e il 1360. Nel Quattrocento il monastero attraversa un periodo di decadenza morale: le monache vivono seguendo una cattiva condotta e mancando di rispetto alla regola e all'osservanza della clausura. Era questa una grave mancanza, soprattutto in seguito alla riforma dell'ordine benedettino, promossa dalla Congregazione di Santa Giustina a Padova a partire dal 1417.
Si procede dunque dal 1460 a un rinnovo spirituale e architettonico del cenobio, registrando i primi interventi edili nella chiesa. La situazione viene infine sanata nel 1495 con la definitiva annessione alla Congregazione Cassinese: il monastero perde la sua autonomia e passa in gestione all'abate del monastero dei Santi Faustino e Giovita, trovando nuova prosperità. Durante il Cinquecento si rilevano altri lavori di rifacimento e abbellimento della chiesa, che subisce notevoli rifacimenti nel Seicento. Il 1º ottobre 1797, infine, le monache vengono fatte uscire dal monastero e trasferite nel monastero di Santa Giulia, in vista della soppressione del cenobio, poi difatti decretata il 24 ottobre dello stesso anno dal governo provvisorio napoleonico. Nel 1916 il chiostro del monastero accoglie l'Istituzione della Memoria, fondata dal patriota e poeta dialettale bresciano Angelo Canossi per ricordare il sacrificio dei tanti soldati caduti durante la prima guerra mondiale: i loro nomi vengono incisi in ordine alfabetico sulle colonne marmoree del portico e il chiostro assume il nome di "chiostro della Memoria". Nel 1929 il complesso viene anche restaurato. Nel 2016 la Chiesa è stata affidata alla cura del Sovrano Militare Ordine di Malta.

## Descrizione

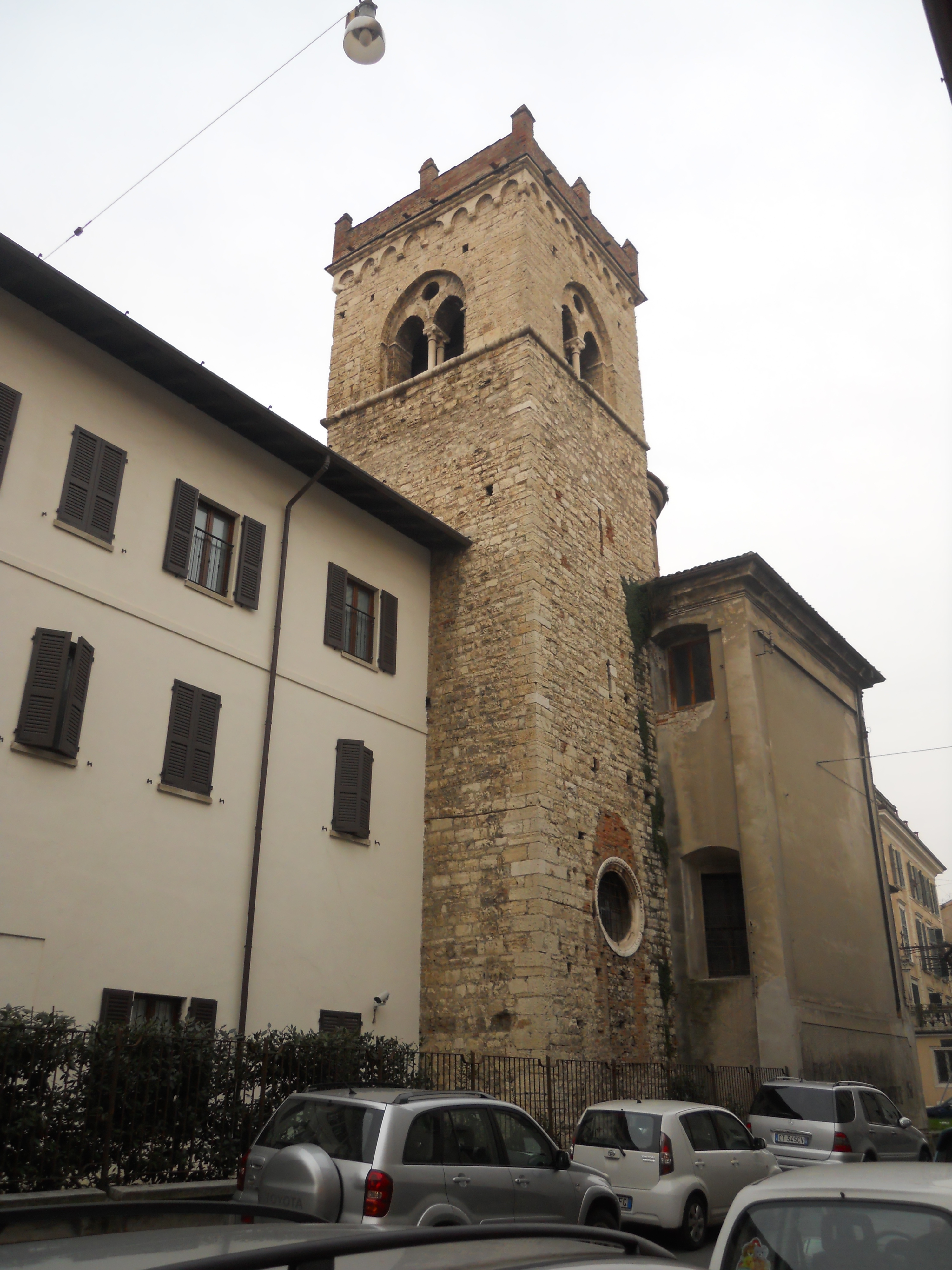
Il campanile del XIII secolo.

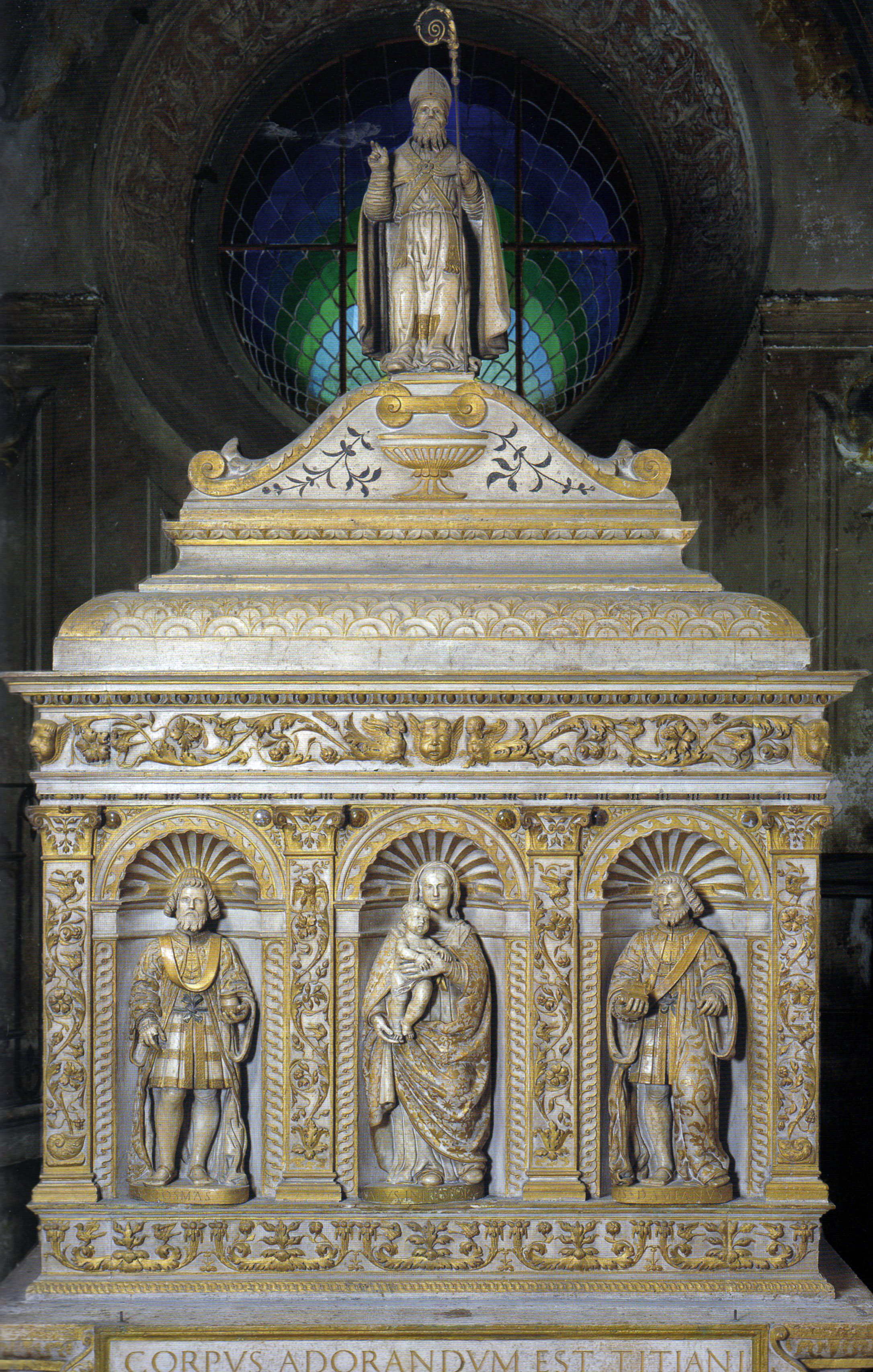
Arca di san Tiziano, 1505, bottega dei Sanmicheli.

### Esterno
All'esterno, la chiesa si presenta con un aspetto molto complesso e articolato, dato dalla stratigrafia accumulata nei secoli: la migliore vista dell'edificio si ha dall'intersezione tra contrada delle Bassiche e via Cairoli: da qui si vede la chiesa verso il presbiterio, la cui abside sporge ortogonale alla contrada delle Bassiche. Da qui si diparte verso l'alto l'originale muratura gotica della chiesa, a corsi in pietra e laterizio. Lungo via Cairoli, invece, si affaccia l'ingresso alla chiesa costruito in epoca barocca e ancora oggi accesso principale. Il volume dell'edificio appare più in alto e si può scorgere anche parte del retro dell'originaria facciata della chiesa, sul chiostro interno. Sia il paramento murario del presbiterio, sia quello di facciata sono coronati, al vertice superiore e all'estremità dei due spioventi, da pinnacoli in cotto, molto ricorrenti dell'architettura gotica bresciana e presenti, ad esempio, sulla facciata della chiesa di San Giuseppe e su quella della chiesa del Santissimo Corpo di Cristo.
Lungo contrada delle Bassiche, invece, si apprezza meglio la maestosa mole del campanile ancora ascrivibile all'architettura romanica e risalente pertanto al Trecento: è interamente in medolo, una pietra biancastra locale, decorato in sommità da bifore già di ispirazione gotica e coronato da archetti ancora tipicamente romanici.

### Interno
All'interno, la chiesa presenta un nartece d'ingresso coperto da tre volte a vela in sequenza, dove si conservano alcuni affreschi molto frammentari con angeli, frutti e finte scanalature di colonne. Attraversato il pronao, si accede al grande vano ottagonale che costituisce l'aula della chiesa, sorretto agli angoli da poderose colonne. L'accesso odierno, però, non avviene più tramite il nartece ma lateralmente, in prossimità dell'abside.
Nel nartece, a sinistra dell'ingresso all'aula ottagonale, è conservato un gruppo ligneo composto da San Filippo Neri che stringe per mano due bambini. Sulla parete, una lapide menziona le famiglie Mazzoleni, Migliorati e Bonardi che, nel 1926, in memoria dei loro congiunti, rinnovarono a proprie spese il pavimento della chiesa, adibita durante la guerra ad ospedale. All'interno, invece, si ha l'altare laterale destro con la Natività di Luca Mombello, ricca di vivaci effetti cromatici, mentre l'altare laterale sinistro reca un dipinto dello stesso autore, raffigurante San Benedetto fra i santi discepoli Mauro e Placido. Nella tela, san Benedetto è rappresentato con il testo della Regola in mano, assiso su un trono, ai piedi del quale sono poggiate le tiare dei discepoli che gli stanno accanto. Entrambi gli altari minori sono decorati, nella parte superiore, da angeli marmorei di Giovanni Battista Carboni.
Il presbiterio è dominato dall'altare maggiore barocco opera di Giuseppe Cantone, sul quale campeggia la Gloria dei Santi Cosma e Damiano dipinta da Giambettino Cignaroli nel 1766. A fianco vi sono due statue allegoriche della Fede e della Carità, opera di Antonio Calegari. A destra dell'altare maggiore, in corrispondenza dell'organo e della cantoria, si apre la Cappella del Crocifisso, che reca tracce di affreschi e un Crocifisso ligneo di scuola lombarda, opere risalenti entrambe al Quattrocento. A sinistra dell'altare, invece, sotto il controrgano e una simmetrica cantoria, vicino all'attuale ingresso della chiesa, è presente un'altra cappella, all'interno della quale si conserva la preziosa arca di san Tiziano, eseguita nel 1505 nell'ambito dei Sanmicheli e opera significativa della scultura bresciana di inizio XVI secolo. Il sarcofago che accoglieva precedentemente i resti di San Tiziano, risalente al XII secolo, era stato comunque conservato nei secoli e fu smontato solo nel 1885, quando l'architetto Antonio Tagliaferri ne progettò il reimpiego, assemblandolo con altri materiali lapidei provenienti dallo stesso contesto monastico per creare una fontana ornamentale, tuttora murata sul lato est di piazzetta Tito Speri, a pochi metri da dove anticamente sorgeva l'originario complesso nel centro della città, e nota appunto come fontana di san Tiziano.

### Organo a canne
Sopra la cantoria lignea in finto marmo situata alla sinistra del presbiterio in corrispondenza della sottostante cappella di San Carlo, vi è l'organo a canne, costruito nel XIX secolo da Giovanni Tonoli, attualmente non suonabile perché privo di alcuni elementi della manticeria. Lo strumento, a trasmissione meccanica, ha una tastiera di 66 tasti e una pedaliera a leggio di 19.

## Il monastero
Sorge ancora oggi, annesso alla chiesa, l'antico monastero benedettino, incentrato sul grande chiostro quattrocentesco che conserva la sua struttura porticata, articolata su ben tre livelli. Al piano inferiore le arcate si susseguono lungo i quattro lati, raddoppiandosi nei due ordini superiori, fino ad interrompersi nel tratto prossimo alla chiesa, occupato da una loggetta neogotica. La struttura monastica comprendeva la sala capitolare ed una biblioteca, mentre il refettorio venne realizzato occultando la facciata della chiesa. All'interno di quest'ultimo ambiente, utilizzato durante il Novecento come sala di lettura comunale ed attualmente chiuso al pubblico, si conserva una Ultima Cena di impronta romaniniana.

## Altre immagini

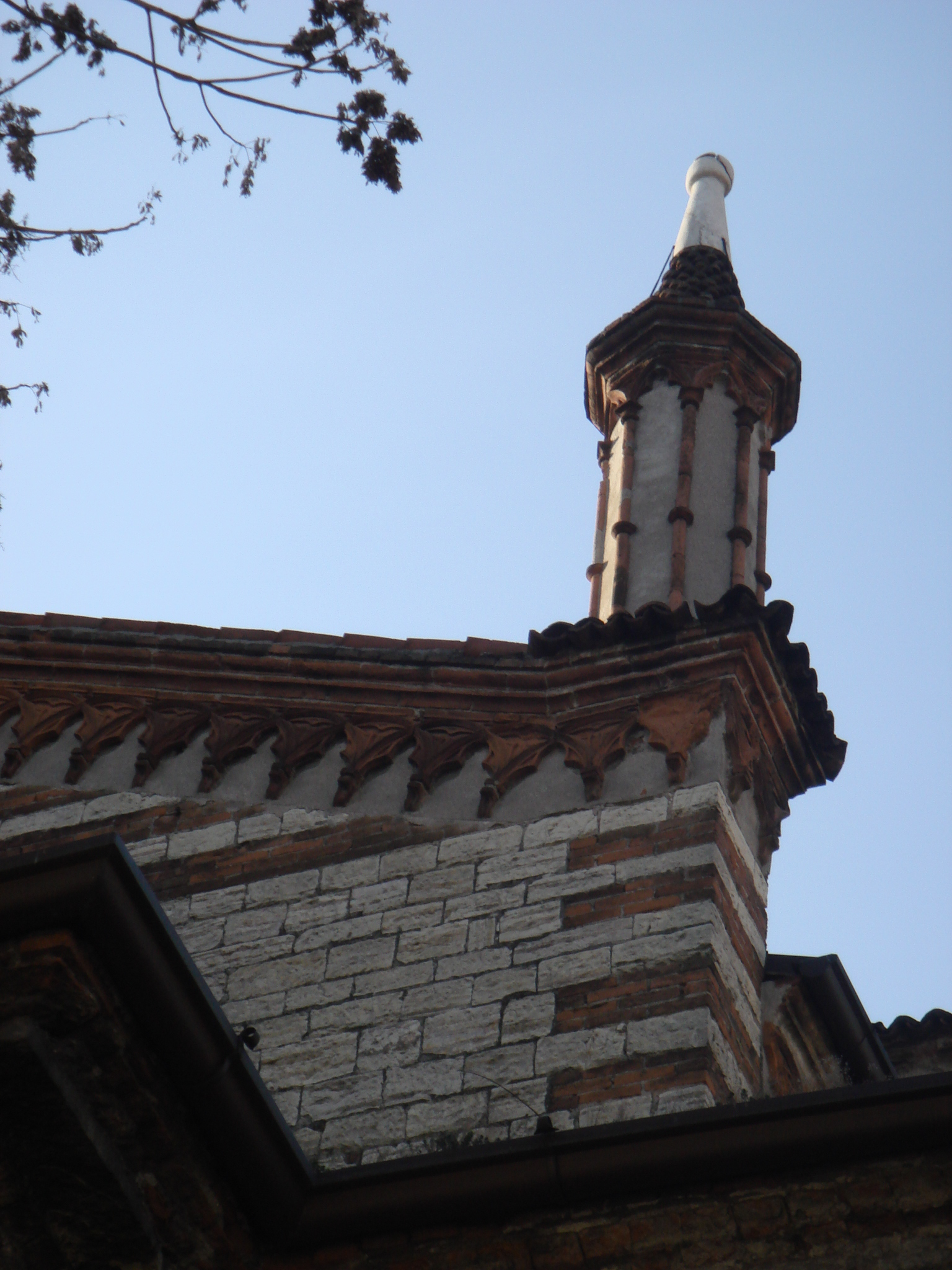
Uno dei pinnacoli delle facciate
L'ingresso attuale costruito nel Seicento
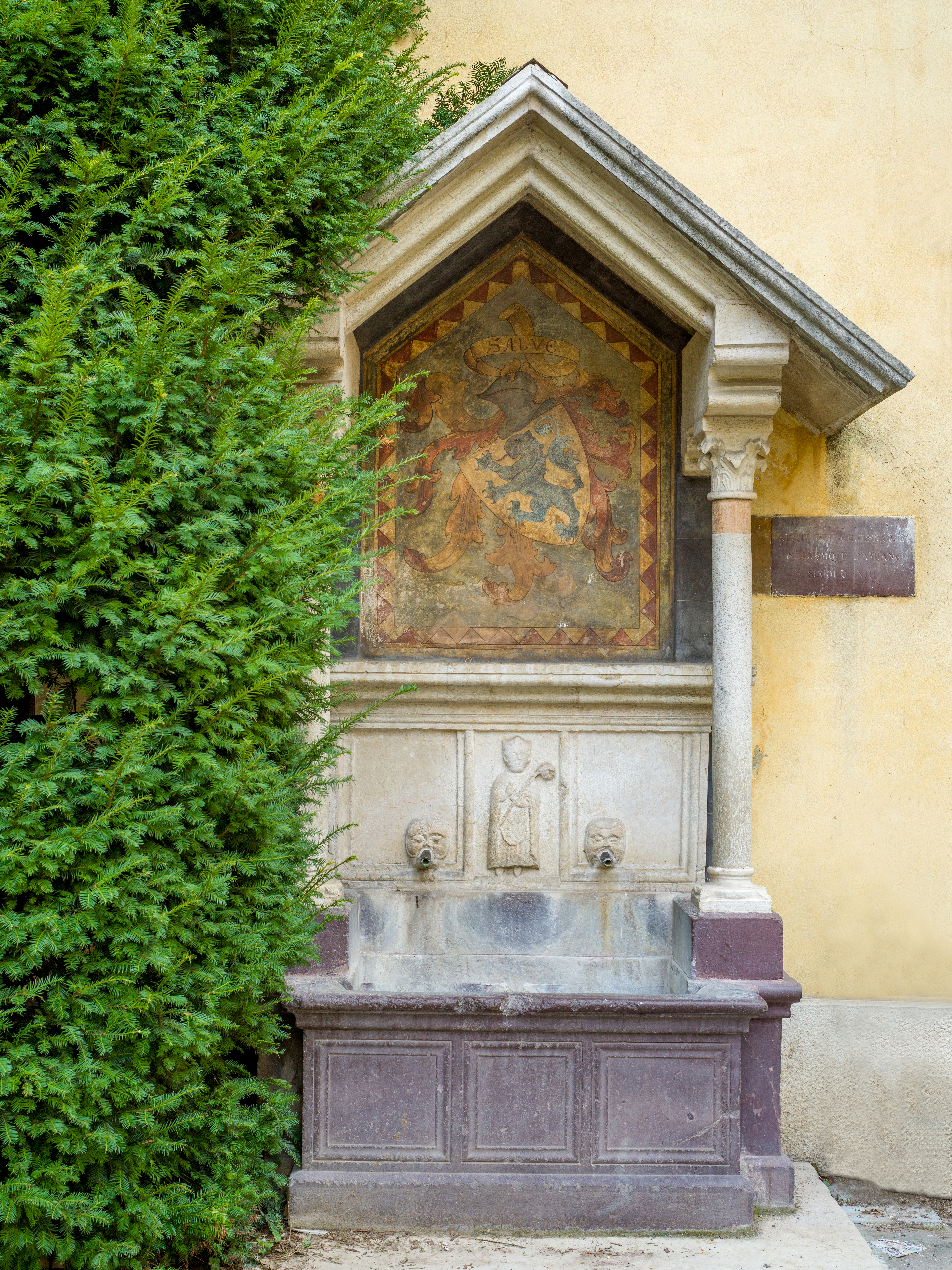
La fontana in Piazzetta Tito Speri progettata dal Tagliaferri riutilizzando l'originale arca di San Tiziano del XII secolo